# Peckhamia variegata
Peckhamia variegata är en spindelart som först beskrevs av Pickard-Cambridge F. 1900.  Peckhamia variegata ingår i släktet Peckhamia och familjen hoppspindlar. Inga underarter finns listade i Catalogue of Life.